# ゆうYOUサンデー!
『ゆうYOUサンデー!』（ゆうゆうサンデー）は、1984年4月1日から同年9月30日までTBS系列局で放送されていたTBS製作のバラエティ番組である。その後も1984年10月7日から1985年3月31日まで『アッコ・古舘のゆうYOUサンデー!』（アッコ・ふるたちのゆうゆうサンデー）と題して放送されていた。放送時間は毎週日曜 12:00 - 12:55 （日本標準時）。放送回数は通算全53回。

## 概要
日曜昼の生放送番組なおかつ、初代司会の大沢悠里、二代目司会の和田アキ子と古舘伊知郎の冠番組である。
当初は、TBSのアナウンサーだった大沢悠里が司会を務めていた。大沢はTBSへの入社以来20年間TBSラジオの番組を中心に出演しており、これがテレビに顔出し出演した数少ない例となった。大沢はかねてからテレビ出演嫌いをラジオ出演時に公言・ネタにしており、テレビのスタッフ達から懇願され、さらには当時のアナウンス部上司からも叱咤激励されたためにしぶしぶ引き受けたとTBSラジオ・ゆうゆうワイドで度々明かしている。
1984年秋の改題リニューアル後には、大沢に替わって和田と古舘が司会を務めていた。さらに番組は半年で同タイトルでの放送を終了し、放送開始時刻を15分早めた『アッコ 古舘のあっ!言っちゃった!』へリニューアルした。

## 出演者
司会者 
- 大沢悠里（当時TBSアナウンサー、1984年4月 - 9月） - 1964年の入社以来、ラジオ（当時はテレビ・ラジオともに同一法人だった）畑が長く、数少ない顔出し出演だった（大沢はフリー転身後にテレビ出演をしているが、その際はナレーションを中心にした声のみの出演が多い）。
- 和田アキ子（ホリプロ所属の歌手・タレント、1984年10月 - 1985年3月） - 大沢の後を受け登場し、後続番組「アッコ 古舘のあっ!言っちゃった!」→「アッコにおまかせ!」（いずれも全国ネットの生番組）も続投。2025年5月現在でも出演しており、40年以上に渡りTBS日曜昼の顔として親しまれている。
- 古舘伊知郎（元テレビ朝日テレビ朝日アナウンサー→古舘プロジェクト所属のフリーアナウンサー、同上） - 同上（だが、「おまかせ!」はコーナーレギュラーとして出演。）。

## ネット局
※特筆の無い限り全て同時ネット
JNN25局ネット（秋田県・山形県・富山県・福井県・徳島県・愛媛県・佐賀県では放送されなかった）。
- TBS（制作局）
- 新潟放送[2]
- 北陸放送[2]
- テレビ山口（放送当時フジテレビ系列とのクロスネット局）